# Julian Smith (homme politique)
Pour les articles homonymes, voir Julian Smith (homonymie).
Julien Richard Smith, né le 30 août 1971 à Stirling (Écosse), est un homme politique britannique. Membre du Parti conservateur, il est secrétaire d'État pour l'Irlande du Nord dans le gouvernement de Boris Johnson du 24 juillet 2019 au 13 février 2020. Il siège à la Chambre des communes du Royaume-Uni pour Skipton and Ripon depuis le 6 mai 2010.

## Biographie

### Jeunesse et études
Smith naît dans la ville de Stirling, dans la Central Belt de l'Écosse, le 30 août 1971.
Il fait ses études à l'École secondaire de Balfron, puis à l'école de Millfield, une école indépendante dans la ville de Street dans le Somerset dans le Sud-Ouest de l'Angleterre. Il passe également par l'université de Birmingham, où il étudie l'anglais et l'histoire.

### Parcours politique
Smith est élu député de Skipton et Ripon en 2010 avec une majorité de 9 950 voix. 
Au Parlement du Royaume-Uni, il est membre de la Commission des Affaires écossaises pour une brève période durant l'année 2010. Il est ensuite secrétaire parlementaire privé d'Alan Duncan, secrétaire d'État au Développement International,de septembre 2010 à 2012. De 2012 à 2015, il exerce de nouveau les fonctions de secrétaire parlementaire privé, cette fois auprès de Justine Greening, secrétaire d'État au Développement international. 
Après les élections générales de 2015, au cours desquelles il est réélu avec une majorité des 20 761 voix, Smith est nommé Chief Whip adjoint du gouvernement de David Cameron. À la suite du référendum sur l'appartenance du Royaume-Uni à l'Union européenne le 23 juin 2016, Smith est l'un des six députés qui conduit la campagne de la secrétaire d'État à l'Intérieur, Theresa May, pour la direction du parti. Lorsque May devient Premier ministre du Royaume-Uni le 13 juillet suivant, Smith est nommé Vice-Chamberlain of the Household, un poste de cadre supérieur au sein du bureau du whip. Réélu en 2017, il occupe de cette date à 2019 les fonctions de Chief Whip à la Chambre des communes, avant de devenir secrétaire d'État pour l'Irlande du Nord sous Boris Johnson, jusqu'au 13 février 2020, date à laquelle il est remercié et quitte ses fonctions.
En parallèle à son travail de député, il exerce en tant que conseiller pour plusieurs entreprises, qui lui versent une rémunération annuelle de 144 000 livres.